# Pl-lamp

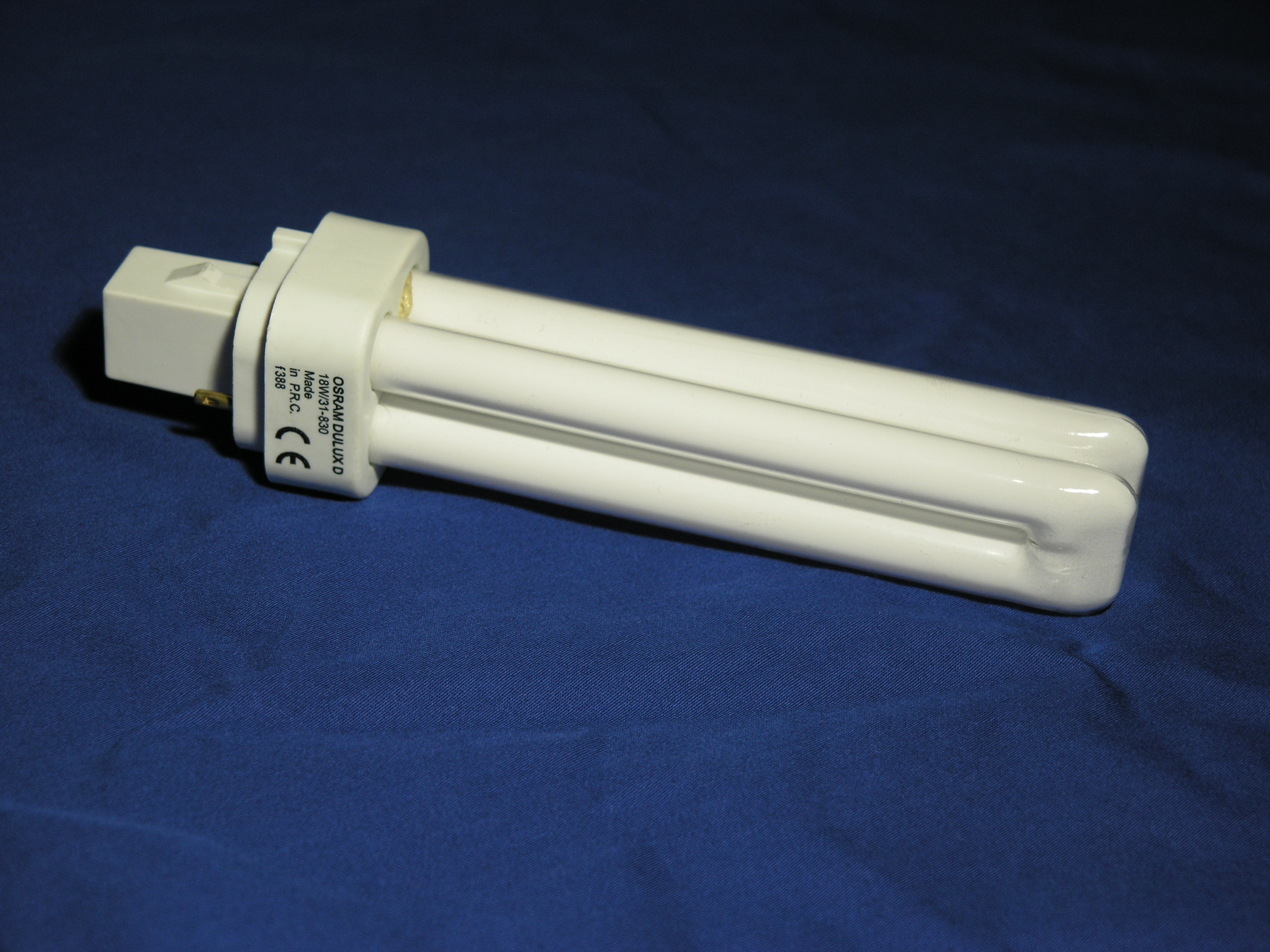
pl-lamp

Een pl-lamp is een insteeklamp die bestaat uit een compacte tl-buis waarbij een starter is ingebouwd.
In tegenstelling tot de spaarlamp zit het voorschakelapparaat in de armatuur. 
Pl-lampen worden veel gebruikt in buitenverlichting. De lamp is een U-vormige buis met twee of vier contactpootjes. De meeste straatverlichting is hiermee uitgerust.